# Erdmann Sturm
Erdmann Karl Sturm (* 2. Juli 1937 in Meseritz) ist ein deutscher evangelischer Theologe.

## Leben
Sturms Familie floh 1945 nach dem Zweiten Weltkrieg in den Westen Deutschlands. Sein Abitur machte er 1957 in Lippstadt. Von 1957 an studierte er zwei Jahre Lateinische Philologie, Geschichte und Philosophie sowie parallel dazu bis 1965 Evangelische Theologie in Bonn, Heidelberg und Münster. Das erste theologische Examen machte er 1965. Es folgten das Vikariat, das zweite theologisches Examen und eine Hilfsdienststelle in der evangelischen Kirchengemeinde Havixbeck.
1969 wurde er an der Evangelisch-Theologischen Fakultät der Universität Münster mit einer Arbeit über Zacharias Ursinus promoviert. Seine Habilitationsschrift reichte er 1971 an der Pädagogischen Hochschule Münster ein; 1972 wurde er ebenda Professor. Die Ordination erfolgte 1979.
Im Zuge der Zusammenführung der Pädagogischen Hochschule Münster mit der Universität Münster wurde er 1984 Professor für Evangelische Theologie und ihre Didaktik, Schwerpunkt Systematische Theologie und Religionspädagogik. 2002 trat er in den Ruhestand.
Von 1990 bis 1992 war Sturm Erster Vorsitzender der Deutschen Paul-Tillich-Gesellschaft (DPTG). Er ist seit 1993 Mitglied des Wissenschaftlichen Beirates der Deutschen Comenius-Gesellschaft (DCG).
Sein Sohn Daniel Friedrich Sturm ist Politologe und Journalist.

## Publikationen
- Der junge Zacharias Ursin. Sein Weg vom Philippismus zum Calvinismus (1534–1562). [zugl. Diss. von 1969], Neukirchener Verlag, Neukirchen-Vluyn 1972. ISBN 978-3-788-70314-1
- Geschichte der Reformation im Unterricht. Gütersloher Verlagshaus Mohn, Gütersloh 1975. ISBN 978-3-579-04248-0
- mit Werner Schüßler: Paul Tillich. Leben – Werk – Wirkung. Wissenschaftliche Buchgesellschaft, Darmstadt 2007 [2., aktualisierte Aufl. 2015]. ISBN 978-3-534-16509-4

Er verfasste auch zahlreiche Fachbeiträge und wirkte als Herausgeber der Ergänzungs- und Nachlassbände zu den Gesammelten Werken von Paul Tillich sowie als Mitherausgeber der Tillich-Studien, des International Yearbook for Tillich Research sowie der Reihe Tillich Research.